# 50th State Big Time Wrestling
La 50th State Big Time Wrestling (conosciuta anche come NWA Hawaii) è stata una federazione statunitense di wrestling attiva dal 1936 al 1979, con sede a Honolulu, nelle isole Hawaii. La compagnia venne fondata da Al Karasick nel 1936 come Mid-Pacific Promotions e si affiliò alla National Wrestling Alliance nel 1949. Nel 1961, Karasick vendette la società a "Gentleman" Ed Francis. Insieme al socio in affari Lord James Blears, Francis fu l'artefice del "periodo d'oro" del wrestling hawaiano negli anni sessanta e settanta, e il programma televisivo 50th State Big Time Wrestling divenne uno dei più seguiti alle Hawaii. La compagnia chiuse i battenti nel 1979 quando Francis cedette la proprietà a Steve Rickard.

## Titoli
| Titolo                                 | Attivo da | Fino a | Note |
| -------------------------------------- | --------- | ------ | --- |
| NWA Hawaii Heavyweight Championship    | 1937      | 1979   | L'originale Hawaii Heavyweight Championship fu creato nel 1917. La versione moderna fu introdotta nel 1937 quando Oki Shikina vinse un torneo per l'assegnazione della cintura. Il titolo fu reso vacante nel 1979 quando la 50th State Big Time Wrestling venne ceduta.                                                                 |
| NWA Hawaii Tag Team Championship       | 1952      | 1979   | Il titolo Hawaii Tag Team Championship fu creato nel 1952 quando Bobby Bruns e Lucky Simunovich vinsero il torneo per l'assegnazione delle cinture. Il titolo fu reso vacante nel 1979 quando la 50th State Big Time Wrestling venne ceduta.                                                                                             |
| NWA Pacific International Championship | 1962      | 1979   | Il titolo fu creato nel 1962 come NWA United States Heavyweight Championship (Hawaii version). Nel 1968 fu rinominato NWA North American Championship (Hawaii version). Nel 1978, venne rinomato ancora NWA Pacific International Championship. Il titolo fu reso vacante nel 1979 quando la 50th State Big Time Wrestling venne ceduta. |

## Wrestler principali
- Johnny Barend[1][4]
- Dick Beyer[1]
- Joe Blanchard[5]
- Lord James Blears[4][5]
- Nick Bockwinkel[1][6][7]
- Russ Francis[8][9]
- Mr. Fujiwara[1]
- Giant Baba[10]
- Ripper Collins
- Hard Boiled Haggerty[4]
- King Curtis Iaukea[1][4]
- Killer Kowalski[4]
- Pampero Firpo[1]
- Luther Lindsay
- Neff Maiava[11]
- The Missing Link[11]
- Sweet Daddy Siki[12]
- Sammy Steamboat[4]
- Ray Stevens[13]
- Tosh Togo[4]
- Maurice Vachon[14]
- Bill Watts[13]
- Billy White Wolf[1]